# 龙阳镇 (蒲城县)
龙阳镇，是中华人民共和国陕西省渭南市蒲城县下辖的一个乡镇级行政单位。

## 行政区划
龙阳镇下辖以下地区：
龙阳村、店子村、蒲石村、东王村、望溪村、西湾村、南湾村、统一村、三家村、小寨村和汉帝村。